# TT265
| i | mn · n · Aa13 | i | p · t | O45 |

| i | mn · n · Aa13 | i | p · t | O45 |

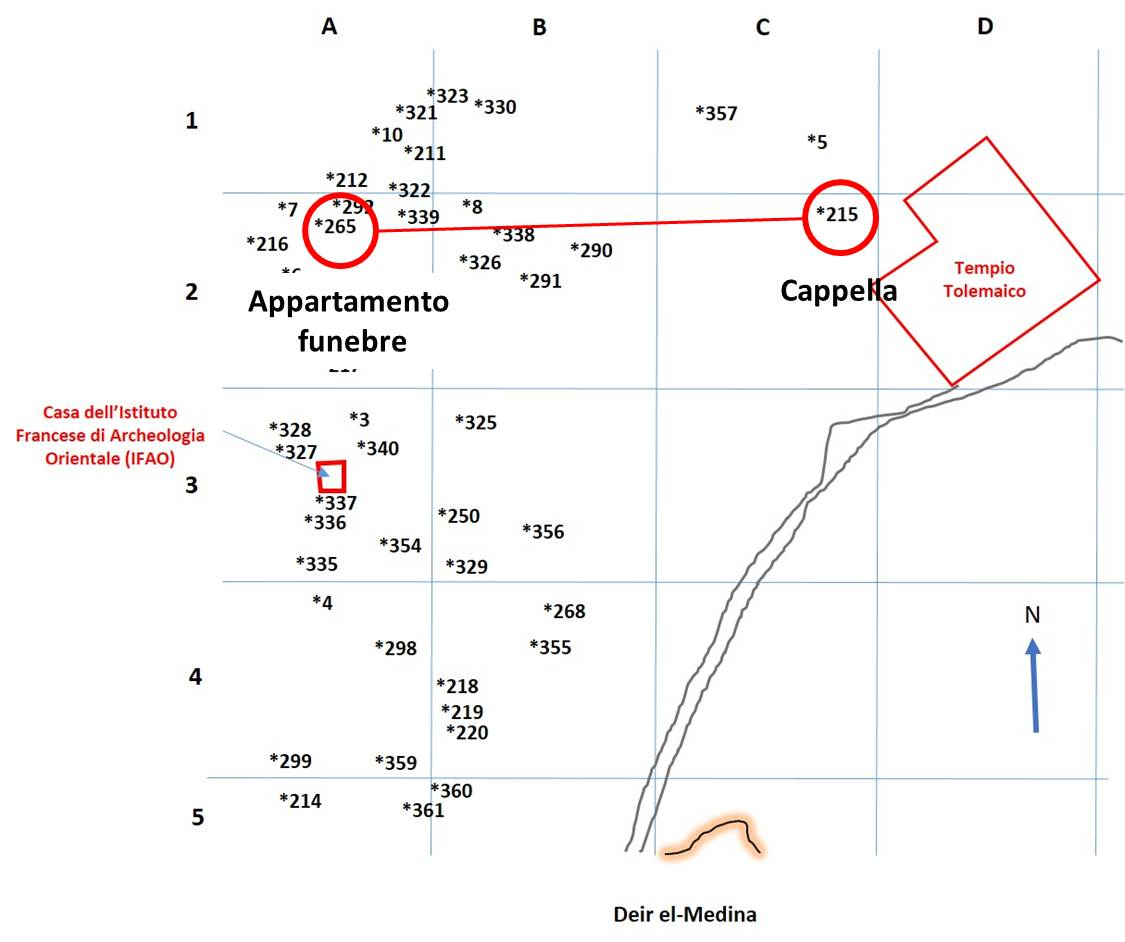
Posizioni reciproche della TT215 (cappella) e TT265 (appartamento funerario)

TT265 (Theban Tomb 265) è la sigla che identifica una delle Tombe dei Nobili ubicate nell'area della cosiddetta Necropoli Tebana, sulla sponda occidentale del Nilo dinanzi alla città di Luxor, in Egitto. Destinata a sepolture di nobili e funzionari connessi alle case regnanti, specie del Nuovo Regno, l'area venne sfruttata, come necropoli, fin dall'Antico Regno e, successivamente, sino al periodo Saitico (con la XXVI dinastia) e Tolemaico.

## Titolare
TT265 era la tomba di:
| Titolare   | Titolo                              | Necropoli      | Dinastia/Periodo | Note                                                                   |
| ---------- | ----------------------------------- | -------------- | ---------------- | ---------------------------------------------------------------------- |
| Amenemopet | Scriba reale nel Luogo della verità | Deir el-Medina | XIX dinastia     | non lontano dal tempio, a poca distanza dalla collina; a est della TT5 |

## Biografia
I nomi dei genitori, Minmose ed Esi, sono ricavabili dalla TT335 di Nakhtamon, Servo del luogo della Verità, Incisore di Amon, e Prete wab di Amenhotep I. Hathor, detta Hunuro, fu sua moglie; su una parete è rappresentato un figlio, ma non ne è indicato il nome.

## La tomba
TT265 è di fatto il vero appartamento funerario giacché la cappella relativa ad Amenemopet si trova nella TT215. Mentre la cappella è costituita da una semplice camera rettangolare, l'appartamento funerario TT265 è completamente ipogeo e si compone di tre locali su altrettanti livelli: una scala adduce ad una camera quasi quadrata da cui un'altra breve scala immette nella camera funeraria. Sulle pareti: (1 in planimetria) un uomo dinanzi a un altare e brani tratti dal Libro delle Porte; poco oltre (2), su due registri sovrapposti, due demoni, oche, falchi, divinità, un gatto che uccide un serpente su un albero. Su altra parete (3), molto danneggiata, il defunto e la moglie (?) seduti, nonché testi sacri; seguono (4), su due registri, scene del defunto e la moglie che giocano a dama, il defunto in ginocchio in adorazione dell'uccello Benu; la mummia deposta in un sarcofago affiancato da Iside e Nephtys, rappresentata come falco, divinità inginocchiate, scene della Confessione negativa in presenza di Maat. Sul fondo della camera funeraria (5) il sarcofago tra i quattro Figli di Horus, una doppia scena del defunto in adorazione di Osiride e Hathor, e Harsiesi e Iside; al centro un pilastro Djed umanizzato; sul soffitto Ra-Horakhti e resti di testo. Un breve corridoio e un'altra scala adducono ad un'ulteriore camera priva di decorazioni.
Probabilmente provenienti da questa tomba:
- duplice statua del defunto e della moglie oggi al Museo egizio di Berlino (cat. 6910);
- frammenti di una stele intestata al defunto;
- tavola per offerte, oggi al Museo del Louvre (cat. E.13997);
- un cofano per ushabti e vasi canopici[7].

### Annotazioni
1. ↑  La numerazione dei locali e delle pareti segue quella di Porter e Moss 1927, p. 308.
2. ↑  La prima numerazione delle tombe, dalla numero 1 alla 252, risale al 1913 con l'edizione del "Topographical Catalogue of the Private Tombs of Thebes" di Alan Gardiner e Arthur Weigall. Le tombe erano numerate in ordine di scoperta e non geografico; ugualmente in ordine cronologico di scoperta sono le tombe dalla 253 in poi.
3. ↑  I campi della Duat, ovvero l'aldilà egizio, si trovavano, secondo le credenze, proprio sulla riva occidentale del grande fiume.
4. ↑  Nella sua epoca di utilizzo, l'area era nota come "Quella di fronte al suo Signore" (con riferimento alla riva orientale, dove si trovavano le strutture dei Palazzi di residenza dei re e i templi dei principali dei) o, più semplicemente, "Occidente di Tebe".
5. ↑  le Tombe dei Nobili, benché raggruppate in un'unica area, sono di fatto distribuite su più necropoli distinte.
6. ↑  Le note, sovente di inquadramento topografico della tomba, sono tratte dal "Topographical Catalogue" di Gardiner e Weigall, ed. 1913 e fanno perciò riferimento alla situazione dell'epoca.
7. ↑  Set-Maat = "Luogo della Verità" era uno dei nomi con cui era noto il villaggio operaio di Deir el-Medina. Il villaggio era anche noto come Pa-demi, ovvero, semplicemente, "il villaggio".
8. ↑  In TT335 un dipinto parietale rappresenta Amenemopet che offre fiori ai suoi genitori, Minmose ed Esi, ma non è specificato quale legame di parentela esista tra Nakhtamon e Amenemopet
9. ↑  I preti "wab", ma anche "uab", o "uebu", appartenevano al basso clero ed erano incaricati della manutenzione degli strumenti del culto e degli oggetti comunque ad esso connessi. A loro competeva il lavacro, l'abbigliamento giornaliero della statua del dio presso cui operavano e il trasporto della statua del dio (generalmente su una barca sacra) durante le cerimonie. Erano gerarchicamente sottoposti ad un "grande prete wab", cui competevano le operazioni giornaliere di culto della divinità.

### Fonti
1. 1 2  Porter e Moss 1927,  p. 311.
2. ↑  Gardiner e Weigall 1913.
3. ↑  Donadoni 1999,  p. 115.
4. 1 2  Gardiner e Weigall 1913, p. 34.
5. ↑  Gardiner e Weigall 1913, pp. 34-35.
6. ↑  Gardiner e Weigall 1913, p. 35.
7. ↑  Porter e Moss 1927,  p. 346.